# Capitoli di Code: Breaker

Copertina del primo volume dell'edizione italiana, raffigurante i protagonisti Rei Ogami e Sakura Sakurakoji

Questa è la lista dei capitoli di Code: Breaker, manga scritto e disegnato da Akimine Kamijyo; è stato serializzato dal 9 giugno 2008 al 17 luglio 2013 sulla rivista Weekly Shōnen Magazine edita da Kōdansha. I capitoli sono stati raccolti in ventisei volumi tankōbon 17 ottobre 2008 al 17 settembre 2013.
In Italia la serie è stata pubblicata da Panini Comics sotto l'etichetta Planet Manga nella collana Manga Superstars dal 28 gennaio 2010 al 21 agosto 2014.

## Volumi 1-10
| 1  | 17 ottobre 2008 | ISBN 978-4-06-384056-8 | 28 gennaio 2010   |
| 1  | Capitoli - c0de:1 (始まりの目撃?, Hajimari no mokugeki) - c0de:2 (許されざる者?, Yurusarezaru mono) - c0de:3 (炎の少女?, Honō no shōjo) - c0de:4 (明日に向かって?, Ashita ni mukatte) - c0de:5 (傷だらけの悪魔?, Kizu-darake no akuma) |                        |                   |
| 2  | 17 dicembre 2008 | ISBN 978-4-06-384081-0 | 1º aprile 2010    |
| 2  | Capitoli - c0de:6 (ハグハグハグ!!?, Hagu Hagu Hagu!!) - c0de:7 (悪魔が来たりて?, Akuma ga ki tarite) - c0de:8 (理由ある反抗?, Riyū aru hankō) - c0de:9 (誰（た）が為に闘う?, Dare (ta) ga tame ni tatakau) - c0de:10 (嵐の夜に哮（たけ）る?, Arashi no yoru ni takeru (take) ru) - c0de:11 (忘れられない人数?, Wasurerarenai ninzū) - c0de:12 (ヒーローの条件?, Hīrō no jōken) - c0de:13 (大神の秘密?, Ōgami no himitsu) - c0de:14 (今と昔の名前?, Ima to mukashi no namae)                                                                                            |                        |                   |
| 3  | 17 febbraio 2009 | ISBN 978-4-06-384103-9 | 20 maggio 2010    |
| 3  | Capitoli - c0de:15 (電話の相手?, Denwa no aite) - c0de:16 (涙の神田先生（かんだチャン）?, Namida no Kanda sensei (Kanda-chan)) - c0de:17 (潜入！ 桜小路家!!?, Sen'nyū! Sakurakouji-ka!!) - c0de:18 (ちっちゃくなっちゃった!!?, Chitchaku natchatta!!) - c0de:19 (揺らぐ、きずな?, Yuragu, kizuna) - c0de:20 (ざわつく魂?, Zawatsuku tamashī) - c0de:21 (戻らぬ、日々?, Modoranu, hibi) - c0de:22 (指組み?, Yubi kumi) - c0de:23 (一生の不覚?, Isshō no fukaku) |                        |                   |
| 4  | 17 aprile 2009 | ISBN 978-4-06-384128-2 | 22 luglio 2010    |
| 4  | Capitoli - c0de:24 (始まりの前奏曲（プレリュード）?, Hajimari no Pureryūdo (Pureryūdo)) - c0de:25 (その男危険につき?, Sono otoko kiken ni tsuki) - c0de:26 (藤原家の人々?, Fujiwara ke no hitobito) - c0de:27 (命の選択?, Inochi no sentaku) - c0de:28 (失いたくないモノ?, Ushina itakunai mono) - c0de:29 (輝きを操りし者?, Kagayaki o ayatsurishi mono) - c0de:30 (墓標への誓い?, Bohyō e no chikai) - c0de:31 (悪魔の目覚め?, Akuma no mezame) - c0de:extra1 (チョコチョコ大作戦?, Chokochoko dai sakusen) - c0de:extra2 (マシュマロ大作戦?, Mashumaro dai sakusen) |                        |                   |
| 5  | 17 giugno 2009 | ISBN 978-4-06-384150-3 | 23 settembre 2010 |
| 5  | Capitoli - c0de:32 (Flame away.?) - c0de:33 (叛旗の逆十字?, Hanki no gyaku jūji) - c0de:34 (遠くて近い関係?, Tōkute chikai kankei) - c0de:35 (にゃんまる大魔神?, Nyanmaru daimashin) - c0de:36 (新たな始まり?, Aratana hajimari) - c0de:37 (大事よりも大切?, Daiji yori mo taisetsu) - c0de:38 (リアルにゃんまる?, Riaru Nyanmaru) - c0de:39 (大神家へお宅訪問?, Dai Jinka e otaku hōmon) - c0de:extra3 (electric bird?) |                        |                   |
| 6  | 17 agosto 2009 | ISBN 978-4-06-384175-6 | 18 novembre 2010  |
| 6  | Capitoli - c0de:40 (危険で華麗な特技?, Kikende kareina tokugi) - c0de:41 (ナンバーの宿命?, Nanbā no shukumei) - c0de:42 (生きていく資格?, Ikiteiku shikaku) - c0de:43 (赫に染まる怒り?, Kakuni somaru ikari) - c0de:44 (上等な茶番劇?, Jōtōna chaban geki) - c0de:45 (六人のRe-C0DE?, Roku-ri no Re-C0DE) - c0de:46 (「捜シ者」の正体?, `Sagashimono' no shōtai) - c0de:47 (「捜シ者」が求めしモノ?, ` 捜, `Sagashimono' ga motomeshi mono) - c0de:48 (等身大の悲しさ?, Tōshindai no kanashi-sa)                                                                       |                        |                   |
| 7  | 16 ottobre 2009 | ISBN 978-4-06-384196-1 | 17 febbraio 2011  |
| 7  | Capitoli - c0de:49 (類は友を呼ぶ!??, Ruiha tomo wo yobu!?) - c0de:50 (アンタが社長!??, Anta ga shachō!?) - c0de:51 (本当に欲しいもの?, Hontōni hoshīmono) - c0de:52 (拘束する束縛制服?, Kōsoku suru sokubaku seifuku) - c0de:53 (焦燥と絶望の狭間?, Shōsō to zetsubō no hazama) - c0de:54 (あたり前な距離?, Atarimaena kyori) - c0de:55 (秘密の二重螺旋?, Himitsu no nijūrasen) - c0de:56 (まずは礼儀作法?, Mazuwa reigi sahō) - c0de:57 (たかが、されど?, Takaga, sa redo)                                                                                            |                        |                   |
| 8  | 17 dicembre 2009 | ISBN 978-4-06-384224-1 | 21 aprile 2011    |
| 8  | Capitoli - c0de:58 (すべてを捨てて?, Subete o sutete) - c0de:59 (ドン底の苦い味?, Donzoko no nigai aji) - c0de:60 (その者、取扱注意?, Sono-sha, toriatsukai chūi) - c0de:61 (消えない過去?, Kienai kako) - c0de:62 (影向の守護者?, Yōgō no Gādian) - c0de:63 (仮面の下の素顔?, Kamen no shita no sugao) - c0de:64 (ミニミニ再臨?, Mini mini sairin) - c0de:65 (「ゐの壱」?, `Wi no ichi') - c0de:extra4 (baby smoker?) |                        |                   |
| 9  | 17 febbraio 2010 | ISBN 978-4-06-384249-4 | 30 giugno 2011    |
| 9  | Capitoli - c0de:66 (最優先事項?, Saiyūsen jikō) - c0de:67 (勝負キャンプ?, Shōbu Kyanpu) - c0de:68 (トラップ祭り?, Torappu matsuri) - c0de:69 (過去への餞別?, Kako e no senbetsu) - c0de:70 (女帝の矛と盾?, Nyotei no hoko to tate) - c0de:71 (信頼の番号呼び?, Shinrai no bangō yobi) - c0de:72 (渾身の一撃!!?, Konshin' no ichigeki!!) - c0de:73 (負けられぬ意地?, Make rarenu iji) - c0de:74 (激闘の果てに?, Gekitō no hate ni) |                        |                   |
| 10 | 17 maggio 2010 | ISBN 978-4-06-384301-9 | 8 settembre 2011  |
| 10 | Capitoli - c0de:75 (禁断の扉の奥?, Kindan no tobira no oku) - c0de:76 (悪魔の微笑み?, Akuma no hohoemi) - c0de:77 (パンドラ狂詩曲?, Pandora kyōshikyoku) - c0de:78 (ありのままの姿?, Ari no mama no sugata) - c0de:79 (至高の存在の青?, Shikō no sonzai no ao) - c0de:80 (真実の戦場?, Shinjitsu no senjō) - c0de:81 (ウソなき言葉?, Uso naki kotoba) - c0de:82 (うそつき?, Uso-tsuki) - c0de:83 (ヘッピー記念日?, Heppī kinenbi) |                        |                   |

## Volumi 11-20
| 11 | 16 luglio 2010 | ISBN 978-4-06-384330-9 | 3 novembre 2011  |
| 11 | Capitoli - c0de:84 (ロスト！ ロスト!! ロスト!!!?, Rosuto! Rosuto!! Rosuto!!!) - c0de:85 (虚しさと感謝と?, Munashi-sa to kansha to) - c0de:86 (「渋谷荘」大捜査線?, `Shibuya sō' dai sōsa-sen) - c0de:87 (真夜中の仮面舞踏会?, Mayonaka no kamenbudōkai) - c0de:88 (いつか、届け。?, Itsuka, todoke.) - c0de:89 (隻腕の邂逅?, Sekiwan no kaigō) - c0de:90 (命と金の比重?, Inochi to kin no hijū) - c0de:91 (それぞれの大事?, Sorezore no daiji) - c0de:92 (未知なる世界?, Michinaru sekai) |                        |                  |
| 12 | 15 ottobre 2010 | ISBN 978-4-06-384382-8 | 12 gennaio 2012  |
| 12 | Capitoli - c0de:93 (思い出の崩壊?, Omoide no hōkai) - c0de:94 (さよなら「渋谷荘」?, Sayonara `Shibuya sō') - c0de:95 (悲しき再会?, Kanashiki saikai) - c0de:96 (大いなる遺志?, Ōinaru ishi) - c0de:97 (今そこにいる潜伏?, Ima soko ni iru senpuku) - c0de:98 (恐波襲来?, Osore-ha shūrai) - c0de:99 (真実の決別?, Shinjitsu no ketsubetsu) - c0de:100 (ロスト・サマー?, Rosuto Samā) - c0de:101 (孤独な闘い?, Kodokuna tatakai) - c0de:102 (まよい?, Mayoi)                               |                        |                  |
| 13 | 17 dicembre 2010 | ISBN 978-4-06-384419-1 | 8 marzo 2012     |
| 13 | Capitoli - c0de:103 (大いなる覚悟?, Ōinaru kakugo) - c0de:104 (ともだち?, Tomodachi) - c0de:105 (打ち上げ花火?, Uchiage hanabi) - c0de:106 (消えない罪?, Kienai-zai) - c0de:107 (贖いの対価?, Aganai no taika) - c0de:108 (復讐の連鎖?, Fukushū no rensa) - c0de:109 (創世の世代?, Sōsei no sedai) - c0de:110 (100歳越えの実力?, 100-sai koe no jitsuryoku) - c0de:111 (双頭の灯火?, Sōtō no tomoshibi)                                                                                   |                        |                  |
| 14 | 17 marzo 2011 | ISBN 978-4-06-384446-7 | 14 giugno 2012   |
| 14 | Capitoli - c0de:112 (芽生えのハグ?, Mebae no hagu) - c0de:113 (みたらし団子?, Mitarashi danko) - c0de:114 (最初で最後の本懐?, Saisho de saigo no honkai) - c0de:115 (特別より特別?, Tokubetsu yori tokubetsu) - c0de:116 (魅惑の暗黒面?, Miwaku no ankokudzura) - c0de:117 (戦場の男?, Senjō no otoko) - c0de:118 (思い出ぺんぎん?, Omoide-Pengin) - c0de:119 (時を翔る少女?, Toki o kakeru shōjo) - c0de:120 (未知なる小竜?, Michinaru koryū)                                            |                        |                  |
| 15 | 17 giugno 2011 | ISBN 978-4-06-384489-4 | 9 agosto 2012    |
| 15 | Capitoli - c0de:121 (記憶のカケラ?, Kioku no kakera) - c0de:122 (甦す炎?, Yomigae su honō) - c0de:123 (にゃんまる讃歌?, Nyanmaru sanka) - c0de:124 (届かぬ谺?, Todokanu kodama) - c0de:125 (徴の射す方?, Shirushi no sasu kata) - c0de:126 (地上の星々?, Chijō no shinshin) - c0de:127 (変わりゆく心?, Kawari yuku kokoro) - c0de:extra (桜の木の下で?, Sakura no kinoshitade) - c0de:128 (復活への狼煙?, Fukkatsu e no noroshi) - c0de:129 (凍った時間?, Kōtta jikan)                    |                        |                  |
| 16 | 17 ottobre 2011 | ISBN 978-4-06-384535-8 | 11 ottobre 2012  |
| 16 | Capitoli - c0de:130 (1232?) - c0de:131 (始まりのハグ?, Hajimari no Hagu) - c0de:132 (切り札の一手?, Kirifuda no itte) - c0de:133 (覚悟の証?, Kakugo no akashi) - c0de:134 (最期の言葉?, Saigo no kotoba) - c0de:135 (あの時の一言を?, Ano toki no hitokoto o) - c0de:136 (大神 零の炎?, Ōgami Rei no honō) - c0de:137 (誰がためでなく?, Dare ga tamedenaku) - c0de:138 (初めての本気ゆえ?, Hajimete no honki-yue)                                                                         |                        |                  |
| 17 | 17 gennaio 2012 | ISBN 978-4-06-384599-0 | 13 dicembre 2012 |
| 17 | Capitoli - c0de:139 (狂熱?, Kyōnetsu) - c0de:140 (永遠の思い出?, Eien no omoide) - c0de:141 (ミラクル・タブー?, Mirakuru Tabū) - c0de:142 (最期の磁撃砲?, Saigo no chigeki-hō) - c0de:143 (護る者殺す者強き者?, Mamoru mono korosu mono tsuyoki mono) - c0de:144 (怪傑の秘密と真実?, Kaiketsu no himitsu to shinjitsu) - c0de:145 (輝望祭!!?, Teru mochi-sai!!) - c0de:146 (輝望祭の起源?, Teru mochi-sai no kigen) - c0de:147 (勇敢と無謀?, Yūkan to mubō)                               |                        |                  |
| 18 | 17 aprile 2012 | ISBN 978-4-06-384656-0 | 14 febbraio 2013 |
| 18 | Capitoli - c0de:148 (勲章の「ペケ印」?, Kunshō no `Peke shirushi') - c0de:149 (心の暗影?, Kokoro no an'ei) - c0de:150 (温故知新?, Onkochishin) - c0de:151 (大神のアレ?, Ōgami no Are) - c0de:152 (天地神明無理?, Tenchi shinmei muri) - c0de:153 (みそ汁の秘密?, Miso Shiru no himitsu) - c0de:154 (四つ葉の白詰草?, Yottsu ha no shiro tsumegusa) - c0de:155 (喧嘩上等兜割り?, Kenka jōtō kabuto-wari) - c0de:156 (右と左の以心伝心?, Migi to hidari no ishin-denshin)                   |                        |                  |
| 19 | 17 luglio 2012 | ISBN 978-4-06-384707-9 | 18 aprile 2013   |
| 19 | Capitoli - c0de:157 (ただいまのこだま?, Tadaima no kodama) - c0de:158 (悲しき識別子?, Kanashiki shikibetsushi) - c0de:159 (白き葬送曲?, Shiroki sōsō kyoku) - c0de:160 (Dream Player?) - c0de:161 (阿修羅の化身?, Ashura no keshin) - c0de:162 (悲しみの浄火?, Kanashimi no jōka) - c0de:163 (熱き氷の心意?, Atsuki kōri no shin'i) - c0de:164 (『えでん』の真相?, “Eden” no shinsō) - c0de:165 (光芒の先の滅亡?, Kōbō no saki no metsubō)                                                |                        |                  |
| 20 | 14 settembre 2012 | ISBN 978-4-06-384736-9 | 13 giugno 2013   |
| 20 | Capitoli - c0de:166 (小さな守護神?, Chīsana shugoshin) - c0de:167 (「泪」?, 'Namida') - c0de:168 (和らげしもの?, Yawarageshi mono) - c0de:169 (魔眼解放?, Magan kaihō) - c0de:170 (12月32日の天使?, 12 tsuki 32-nichi no tenshi) - c0de:171 (「死のゲーム」?, `Shi no Gēmu') - c0de:172 (悪の英断?, Aku no eidan) - c0de:173 (大神 零の切り札?, Ōgami Rei no kirifuda) - c0de:174 (葛藤の先?, Kattō no saki)                                                                              |                        |                  |

## Volumi 21-26
| 21 | 17 ottobre 2012 | ISBN 978-4-06-384750-5                                                              | 8 agosto 2013    |
| 21 | Capitoli - c0de:175 (裏切りの果て?, Uragiri no hate) - c0de:176 (「おせっかい弁当」?, `Osekkai bentō') - c0de:177 (荒野の中心で呟く?, Kōya no chūshin de tsubuyaku) - c0de:178 (大きな その手で?, Ōkina sono-te de) - c0de:179 (癒えぬ心の傷?, Ienu kokoro no kizu) - c0de:180 (ドキドキ★ドーキン?, Doki doki★dōkin) - c0de:181 (イチゴ味レモン味?, Ichigo aji remon aji) - c0de:182 (いつか‥‥?, Itsuka‥‥) - c0de:183 (狙われた学園?, Nerawa reta gakuen) |                                                                                     |                  |
| 22 | 17 dicembre 2012 | ISBN 978-4-06-384783-3 (ed. regolare) ISBN 978-4-06-358409-7 (ed. limitata con OAV) | 17 ottobre 2013  |
| 22 | Capitoli - c0de:184 (幻を求めて?, Maboroshi o motomete) - c0de:185 (「天使の裁き」?, `Tenshi no sabaki') - c0de:186 (思い出狂詩曲?, Omoide kyōshikyoku) - c0de:187 (体育祭!!?, Taiiku matsuri!!) - c0de:188 (チームワーク?, Chīmu Wāku) - c0de:189 (そこはダメ!!?, Sokoha dame!!) - c0de:190 (すれ違う気持ち?, Surechigau kimochi) - c0de:191 (狐と狸の化かし合い?, Kitsune to tanuki no bakashi ai) - c0de:192 (体育祭最終決戦?, Taiiku matsuri saishū kessen) |                                                                                     |                  |
| 23 | 15 febbraio 2013 | ISBN 978-4-06-384813-7 (ed. regolare) ISBN 978-4-06-358410-3 (ed. limitata con OAV) | 19 dicembre 2013 |
| 23 | Capitoli - c0de:193 (嫌悪?, Ken'o) - c0de:194 (正しき義?, Tadashiki gi) - c0de:195 (200分の1の奇跡?, 200-bun'no 1 no kiseki) - c0de:196 (そこに存在する理由?, Soko ni sonzai suru riyū) - c0de:197 (マリアの十字架?, Maria no jūjika) - c0de:198 (優しさの手渡し?, Yasashi-sa no tewatashi) - c0de:199 (新たなる魔王?, Aratanaru maō) - c0de:200 (嫉妬を司る者?, Shitto o tsukasadoru mono) - c0de:201 (王の帰還?, Ō no kikan) |                                                                                     |                  |
| 24 | 17 aprile 2013 | ISBN 978-4-06-384846-5 (ed. regolare) ISBN 978-4-06-358411-0 (ed. limitata con OAV) | 20 febbraio 2014 |
| 24 | Capitoli - c0de:202 (最後の一人?, Saigo no hitori) - c0de:203 (英傑のゼド?, Eiketsu no Zedo) - c0de:204 (不死の契約?, Fushi no keiyaku) - c0de:205 (桜の挫折?, Sakura no zasetsu) - c0de:206 (刻の本心?, Koku no honshin) - c0de:207 (秘匿された真実?, Hitoku sa reta shinjitsu) - c0de:208 (秘めた想い?, Himeta omoi) - c0de:209 (復活の日?, Fukkatsu no hi) - c0de:210 (オレはオレ?, Orehaore) |                                                                                     |                  |
| 25 | 17 luglio 2013 | ISBN 978-4-06-384877-9                                                              | 17 aprile 2014   |
| 25 | Capitoli - c0de:211 (神々の会合?, Kamigami no kaigō) - c0de:212 (「みたらし」家族?, `Mitarashi' kazoku) - c0de:213 (悪魔の微笑み?, Akuma no hohoemi) - c0de:214 (奇跡の在り処?, Kiseki no arika) - c0de:215 (囚われの炎?, Toraware no honō) - c0de:216 (火影の克己心?, Hokage no kokkoshin) - c0de:217 (あの時の決意?, Ano toki no ketsui) - c0de:218 (気まぐれな炎?, Kimagurena honō) - c0de:219 (倖せの白詰草?, Shiawase no shiro tsumegusa) - c0de:220 (悪のエルピス1～絶望?, Aku no Erupisu 1 ~ zetsubō) |                                                                                     |                  |
| 26 | 17 settembre 2013 | ISBN 978-4-06-394927-8                                                              | 21 agosto 2014   |
| 26 | Capitoli - c0de:221 (悪のエルピス2～同志‥‥?, Aku no Erupisu 2 ~ dōshi‥‥) - c0de:222 (悪のエルピス3～E・J?, Aku no Erupisu 3 ~ E J) - c0de:223 (悪のエルピス4～青い炎の灯る時?, Aku no Erupisu 4 ~ aoi honō no tomoru toki) - c0de:224 (悪のエルピス5～志 高く?, Aku no Erupisu 5 ~ kokorozashi takaku) - c0de:225 (悪のエルピス6～baby smoker?, Aku no Erupisu 6 ~ baby smoker) - c0de:226 (悪のエルピス7～輝望?, Aku no Erupisu 7 ~ teru mochi) - c0de:227 (悪のエルピス8～最後の七つの炎?, Aku no Erupisu 8 ~ saigo no nanatsu no honō) - c0de:228 (悪のエルピス9～得たもの・失ったもの?, Aku no Erupisu 9 ~ eta mono ushinatta mono) - c0de:229 (エピローグ～さよなら、大神 零?, Epirōgu ~ sayonara, Ōgami Rei) - c0de:230 (エピローグ～永遠に共に。?, Epirōgu ~ eien ni tomoni.) - c0de:extra (5years after‥‥?) |                                                                                     |                  |